# Campionati mondiali di nuoto in vasca corta 2022 - 1500 metri stile libero maschili
La gara di nuoto dei 1500m stile libero maschili dei Campionati mondiali di nuoto in vasca corta 2022 è stata disputata il 13 dicembre 2022 presso il Melbourne Sports and Aquatic Centre di Melbourne, in Australia.
Vi hanno preso parte 19 atleti da 15 nazioni.

## Podio
| Posizione | Atleta               | Nazionalità |
| --------- | -------------------- | ----------- |
| Oro       | Gregorio Paltrinieri | Italia      |
| Argento   | Damien Joly          | Francia     |
| Bronzo    | Henrik Christiansen  | Norvegia    |

## Programma
| Data             | Ora (UTC+1) | Turno        |
| ---------------- | ----------- | ------------ |
| 13 dicembre 2022 | 03:36       | Serie lenta  |
| 13 dicembre 2022 | 10:55       | Serie veloce |

## Record
Prima della manifestazione il record del mondo e il record dei campionati erano i seguenti.
| Record mondiale       | 14'06"88 | Florian Wellbrock Germania | 21 dicembre 2021 Abu Dhabi, Emirati Arabi Uniti |
| Record dei campionati | 14'06"88 | Florian Wellbrock Germania | 21 dicembre 2021 Abu Dhabi, Emirati Arabi Uniti |

## Risultati[2]
La serie lenta comprende le batterie 1 e 2, la serie veloce comprende la batteria 3.
| Pos | Batt | Corsia | Nome                 | Nazione                     | Tempo    | Note |
| --- | ---- | ------ | -------------------- | --------------------------- | -------- | ---- |
|     | 3    | 4      | Gregorio Paltrinieri | Italia                      | 14:16.88 |      |
|     | 3    | 3      | Damien Joly          | Francia                     | 14:19.62 |      |
|     | 3    | 2      | Henrik Christiansen  | Norvegia                    | 14:24.08 |      |
| 4   | 3    | 6      | Shogo Takeda         | Giappone                    | 14:25.95 |      |
| 5   | 3    | 8      | Logan Fontaine       | Francia                     | 14:27.90 |      |
| 6   | 2    | 7      | Daniel Jervis        | Gran Bretagna               | 14:30.47 |      |
| 7   | 2    | 1      | Charlie Clark        | Stati Uniti                 | 14:33.93 |      |
| 8   | 3    | 5      | David Johnston       | Stati Uniti                 | 14:35.27 |      |
| 9   | 2    | 4      | Kim Woo-min          | Corea del Sud               | 14:45.35 |      |
| 10  | 2    | 2      | Stuart Swinburn      | Australia                   | 14:51.00 |      |
| 11  | 3    | 1      | Marwan El-Kamash     | Egitto                      | 14:53.57 |      |
| 12  | 2    | 8      | Lucas Alba           | Argentina                   | 14:56.41 |      |
| 13  | 2    | 5      | Kenta Ozaki          | Giappone                    | 14:58.30 |      |
| 14  | 2    | 3      | Carlos Garach        | Spagna                      | 14:59.37 |      |
| 15  | 1    | 4      | Jan Hercog           | Austria                     | 15:00.36 |      |
| 16  | 1    | 3      | Ivan Hart            | Suspended Member Federation | 16:07.94 |      |
| -   | 1    | 5      | Victor Johansson     | Svezia                      | dns      |      |
| -   | 2    | 6      | Jon Jøntvedt         | Norvegia                    | dns      |      |
| -   | 3    | 7      | Fei Liwei            | Cina                        | dns      |      |